# Elmer Lundgren
Elmer Lundgren er en tidligere dansk atlet. Han var medlem af Københavns IF.

## Danske mesterskaber
- Bronze 1936 Trespring 13,05